# Korea Południowa na Zimowych Igrzyskach Olimpijskich 1994
Koreę Południową na Zimowych Igrzyskach Olimpijskich 1994 reprezentowało 24 zawodników. Był to dwunasty start reprezentacji Korei Południowej na zimowych igrzyskach olimpijskich.

## Medaliści
| Medal | Imię i nazwisko                                                  | Dyscyplina  | Konkurencja                  |
| ----- | ---------------------------------------------------------------- | ----------- | ---------------------------- |
|       | Chae Ji-hoon                                                     | Short track | Bieg na 500 metrów mężczyzn  |
|       | Kim Ki-hoon                                                      | Short track | Bieg na 1000 metrów mężczyzn |
|       | Chun Lee-kyung                                                   | Short track | Bieg na 1000 metrów kobiet   |
|       | Chun Lee-kyung Kim Ryang-hee Kim So-hee Kim Yun-mi Won Hye-kyung | Short track | Sztafeta 3000 metrów kobiet  |
|       | Chae Ji-hoon                                                     | Short track | Bieg na 1000 metrów mężczyzn |
|       | Kim So-hee                                                       | Short track | Bieg na 1000 metrów kobiet   |

## Skład reprezentacji

### Narciarstwo alpejskie
Mężczyźni
| Zawodnik      | Konkurencja   | Czas    | Miejsce |
| ------------- | ------------- | ------- | ------- |
| Huh Sung-wook | Slalom gigant | 3:07.75 | 33      |
| Huh Sung-wook | Slalom        | 2:13.66 | 21      |

### Biegi narciarskie
Mężczyźni
| Zawodnik        | Konkurencja           | Czas      | Miejsce |
| --------------- | --------------------- | --------- | ------- |
| Park Byung-chul | Bieg na 10 km         | 28:47.3   | 77      |
| Park Byung-chul | Bieg łączony na 15 km | 1:09:56.3 | 65      |
| Park Byung-chul | Bieg na 30 km         | 1:24:16.0 | 56      |
| An Jin-soo      | Bieg na 10 km         | 28:42.9   | 75      |
| An Jin-soo      | Bieg łączony na 15 km | 1:11:16.1 | 68      |
| An Jin-soo      | Bieg na 30 km         | 1:23:21.4 | 51      |

### Łyżwiarstwo figurowe
Mężczyźni
| Zawodnik     | Konkurencja | Nota | Miejsce |
| ------------ | ----------- | ---- | ------- |
| Jung Sung-il | Soliści     | 25.0 | 17      |

Kobiety
| Zawodniczka   | Konkurencja | Nota | Miejsce |
| ------------- | ----------- | ---- | ------- |
| Lee Yoon-jung | Solistki    | 32.0 | 21      |

### Short track
Mężczyźni
| Zawodnik     | Konkurencja         | Kwalifikacje | Kwalifikacje | Ćwierćfinał | Ćwierćfinał | Półfinał         | Półfinał         | Finał            | Finał   |
| Zawodnik     | Konkurencja         | Czas         | Miejsce      | Czas        | Miejsce     | Czas             | Miejsce          | Czas             | Miejsce |
| ------------ | ------------------- | ------------ | ------------ | ----------- | ----------- | ---------------- | ---------------- | ---------------- | ------- |
| Chae Ji-hoon | Bieg na 500 metrów  | 44.36        | 1            | 44.69       | 1           | 43.72            | 2                | 43.45            |         |
| Chae Ji-hoon | Bieg na 1000 metrów | 1:32.11      | 1            | 1:31.40     | 1           | 1:31.56          | 1                | 1:34.92          |         |
| Kim Ki-hoon  | Bieg na 500 metrów  | 45.32        | 2            | 44.04       | 3           | Runda rankingowa | Runda rankingowa | Runda rankingowa | 12      |
| Kim Ki-hoon  | Bieg na 1000 metrów | 1:33.63      | 1            | 1:30.89     | 2           | 1:31.69          | 1                | 1:34.57          |         |
| Lee Joon-ho  | Bieg na 500 metrów  | 45.41        | 2            | 45.27       | 2           | 45.97            | 3                | 45.13            | 6       |
| Lee Joon-ho  | Bieg na 1000 metrów | 1:33.67      | 1            | 1:29.58     | 1           | 1:31.93          | 3                | 1:44.99          | 5       |

Kobiety
| Zawodniczka                                         | Konkurencja          | Kwalifikacje | Kwalifikacje | Ćwierćfinał | Ćwierćfinał | Półfinał         | Półfinał         | Finał            | Finał   |
| Zawodniczka                                         | Konkurencja          | Czas         | Miejsce      | Czas        | Miejsce     | Czas             | Miejsce          | Czas             | Miejsce |
| --------------------------------------------------- | -------------------- | ------------ | ------------ | ----------- | ----------- | ---------------- | ---------------- | ---------------- | ------- |
| Won Hye-kyung                                       | Bieg na 500 metrów   | 48.08        | 2            | 48.87       | 2           | 47.63            | 2                | 47.60            | 4       |
| Won Hye-kyung                                       | Bieg na 1000 metrów  | 1:42.75      | 1            | 1:39.03     | 3           | Runda rankingowa | Runda rankingowa | Runda rankingowa | 9       |
| Kim So-hee                                          | Bieg na 500 metrów   | 47.77        | 2            | 46.97       | 1           | 46.36            | 3                | 49.01            | 5       |
| Kim So-hee                                          | Bieg na 1000 metrów  | 1:43.76      | 1            | 1:38.61     | 1           | 1:37.17          | 1                | 1:37.09          |         |
| Chun Lee-kyung                                      | Bieg na 500 metrów   | 47.14        | 2            | 1:09.56     | 4           | Runda rankingowa | Runda rankingowa | Runda rankingowa | 15      |
| Chun Lee-kyung                                      | Bieg na 1000 metrów  | 1:40.49      | 2            | 1:40.30     | 2           | 1:55.07          | 2                | 1:36.87          |         |
| Chun Lee-kyung Kim So-hee Kim Yoon-mi Won Hye-kyung | Sztafeta 3000 metrów |              |              |             |             | 4:27.15          | 2                | 4:26.64          |         |

### Łyżwiarstwo szybkie
Mężczyźni
| Zawodnik        | Konkurencja    | Czas    | Miejsce |
| --------------- | -------------- | ------- | ------- |
| Kim Yun-man     | Bieg na 500 m  | 37.10   | 14      |
| Kim Yun-man     | Bieg na 1000 m | 1:14.97 | 18      |
| Jegal Sung-yeol | Bieg na 500 m  | 37.90   | 30      |
| Jegal Sung-yeol | Bieg na 1000 m | 1:16.64 | 39      |
| Lee Jae-sik     | Bieg na 500 m  | 38.10   | T34     |
| Lee Jae-sik     | Bieg na 1000 m | 1:16.96 | 40      |
| Lee Jae-sik     | Bieg na 1500 m | 2:20.60 | 41      |
| Lee Kyu-hyuk    | Bieg na 500 m  | 38.14   | 36      |
| Lee Kyu-hyuk    | Bieg na 1000 m | 1:15.92 | 32      |

Kobiety
| Zawodniczka     | Konkurencja    | Czas    | Miejsce |
| --------------- | -------------- | ------- | ------- |
| Yoo Seon-hee    | Bieg na 500 m  | 39.92   | 5       |
| Yoo Seon-hee    | Bieg na 1000 m | 1:21.40 | 15      |
| Kang Mi-young   | Bieg na 500 m  | 41.96   | 28      |
| Kang Mi-young   | Bieg na 1000 m | 1:24.19 | 32      |
| Jeong Bae-young | Bieg na 500 m  | 42.63   | 31      |
| Jeong Bae-young | Bieg na 1000 m | 1:25.93 | 36      |
| Chun Hee-joo    | Bieg na 500 m  | 43.05   | 32      |
| Chun Hee-joo    | Bieg na 1000 m | 1:25.67 | 35      |
| Chun Hee-joo    | Bieg na 1500 m | 2:12.14 | 30      |
| Baek Eun-bi     | Bieg na 3000 m | 4:34.86 | 23      |